# لیدیا ایساک
لیدیا ایساک (به انگلیسی: Lidia Isac) (زاده ۲۷ مارس ۱۹۹۳) خواننده اهل مولداوی است.
او در مسابقه آواز یوروویژن ۲۰۱۶ نماینده مولداوی بود .